# 바로사우루스
바로사우루스(Barosaurus)는 중생대 쥐라기 후기(약 1억 5,600만년 전~1억 4,500만년 전), 오늘날의 북아메리카 대륙 및 아프리카 대륙(탄자니아)에 서식했던 초식공룡이다. 학명은 '무거운 도마뱀'이라는 의미를 갖고 있다. 몸 전체 길이는 약 25~27m정도이고, 체중은 12~20t에 달했을 것으로 추정된다.다른 용각류와 처럼, 긴 목과 꼬리를 가지고 있다.

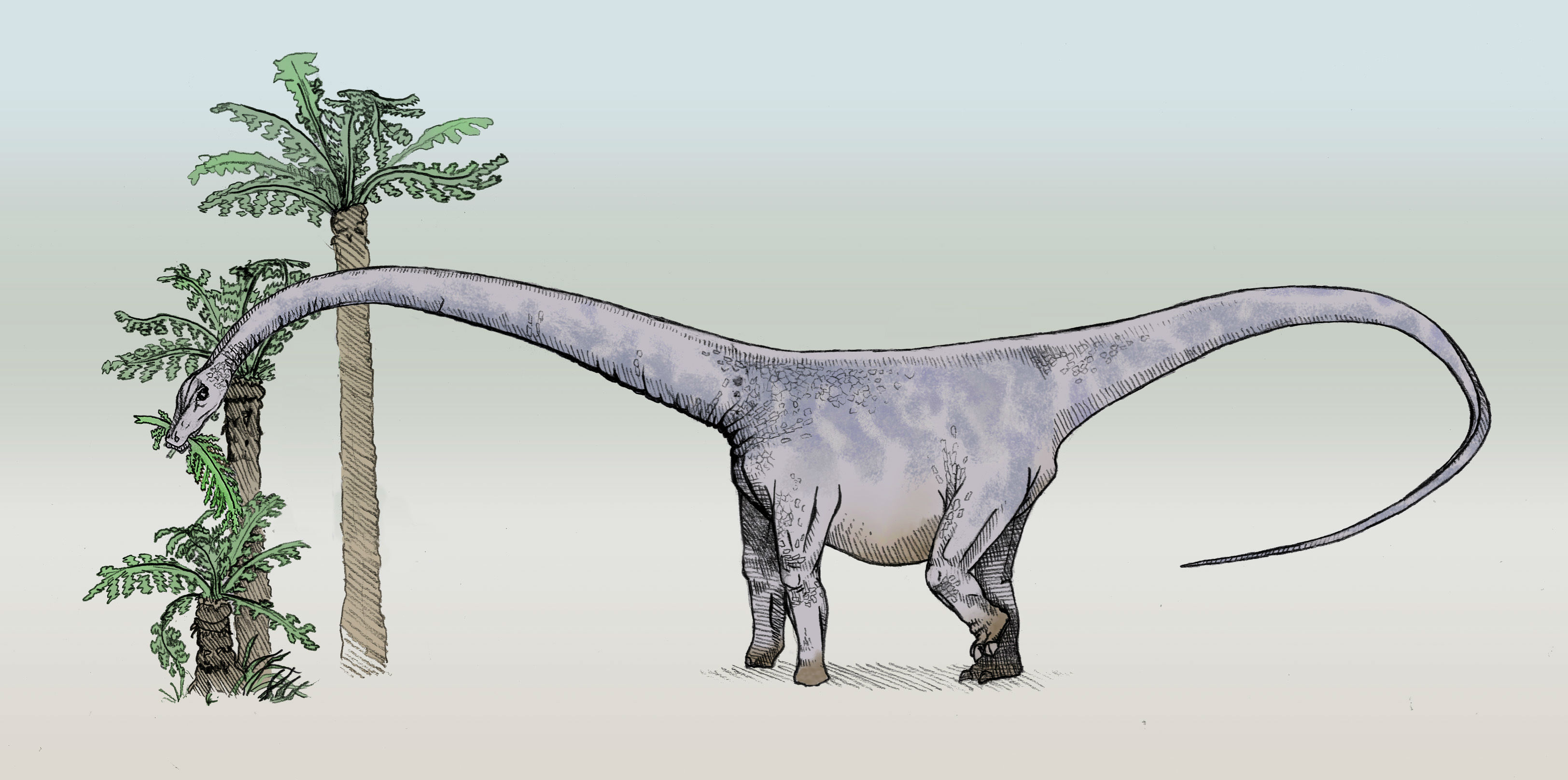
복원 상상도
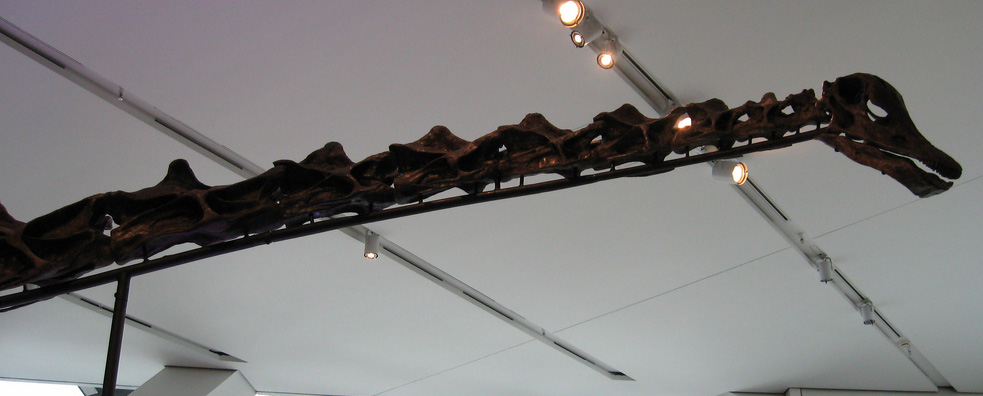
머리와 목 부분 골격